# Spira György
Spira György (Budapest, 1925. április 4. – Budapest, 2007. december 3.) magyar történész, az 1848–49-es forradalom és szabadságharc történetének neves kutatója.

## Életpályája
Spira Zsigmond és Hamberger Ilona gyermekeként zsidó kispolgári családba született. Felesége Lengyel Márta.
Származása alapvetően rányomta bélyegét életére: a vészkorszak borzalmait ő sem kerülhette el. A sárga csillag viselésére kényszerítve 1943–1944 során a Délvidékre került munkásszolgálatosként. A Radnóti Miklóst is soraiban tudó bori erőltetett menettel 1944 októberében az újvidéki selyemfonógyárba érkezett, mivel a szovjet csapatok előretörése után a munkatábort felszámolták. Innen a selyemfonóból sikerült egy magyar tiszt segítségével megmenekülnie, mielőtt a menet kíséretét SS-tisztek vették volna át. A világháború alatti borzalmak nagymértékben befolyásolták történelemszemléletét, és számára a szovjet hadsereg 1945-ös magyarországi jelenléte ténylegesen felszabadulásnak volt tekinthető.
A háborút követően a budapesti Pázmány Péter Tudományegyetemen végezte tanulmányait 1948-ig. Egyetemi évei alatt versei és elbeszélései jelentek meg.
Az 1848-as márciusi forradalom centenáriumi megemlékezés-sorozata alapvetően meghatározta későbbi érdeklődési körét és munkásságát. Így egyetemi tanulmányait követően már 1949-től az MTA Történettudományi Intézetében dolgozott; egészen 1995-ös nyugdíjba vonulásáig az intézmény munkatársa, majd főmunkatársa és tudományos tanácsadója volt. Ezt követően pedig nyugdíjas tanácsadóként segítette a TTI munkáját. A tudományos közéletbe történt bekapcsolódását követően az elsők között, 1952-ben szerzett kandidátusi fokozatot, majd 1981-ben akadémiai doktorátust.

## Munkássága
Az 1940-es évekbeli fellépései számos kritikára adnak okot. Részt vett a Teleki Pál Tudományos Intézet és a Történettudományi Intézet elleni politikai támadásokban, a komoly szaktudósok által jegyzett, 1848-hoz kapcsolódó munkákat „ellenforradalmi propagandának” minősítve. Hanák Péterrel együtt feljelentette Benda Kálmánt és Kosáry Domokost.
Kutatóévei alatt elsődlegesen az 1848-49-es polgári, társadalmi átalakulást helyezte munkássága középpontjába. Ekkor a korszak történetírását nagymértékben befolyásolta a magát marxistának mondó, de valójában sztálinista dogmatika szemlélete és politikai intenciója. Míg a korábbi munkák meghatározóan a katonai-hadtörténeti események taglalásában látták a forradalom és szabadságharc bemutatásának legjobb megközelítését, addig most a gazdasági és társadalmi vonatkozások kerültek előtérbe. Ebbe a sorba illeszkedett a „Kossuth-emlékkönyv”, amelyben az egyik tanulmányt („Kossuth Lajos forradalmi szövetsége a radikális baloldallal és a népi tömegekkel”) Spira György írta. Történelemfilozófiai megközelítését példázza „A magyar nép története” című összegzésben általala írott fejezet is. Az előírt sablonok közé szorított történetírás szellemében 1959-ben jelent meg „A magyar forradalom 1848-49-ben” címet viselő korszakos monográfiája is. Az 1950-es években megjelent írásai megegyeztek Andics Erzsébet forrásellenes és tudománytalan nézetével, mely szerint a nemesség és a klérus kizárólag ellenforradalmi tényező, míg a revulúció egyedüli képviselőinek és központi szereplőinek a radikális forradalmárok számítottak.

A marxista történelemszemléletnek megfelelően vállalt, az alsóbb néprétegek sorsát központi elemként használó, a társadalmi változásokra koncentráló munkássága során azonban Spira mindvégig saját nézeteihez ragaszkodott, melyek hol egybeestek, hol ellentmondtak a hivatalos kánon megfogalmazásainak. A 70-es évek során sorra jelentek meg kötetei, melyek sok esetben meghatározták egy generáció 1848-ról vallott felfogását és képét.
Spira – noha alapvető forrásfeltárást végzett és levéltári iratokat elemezve jutott el következtetéseire – számos alkalommal került szembe kutatótársaival és kollégáival, nem fogadva el a saját revolucionista álláspontjától eltávolodó, eltérő megközelítésmódot. Jól szemléltette ezt két tanulmánykötetének címe is: „Jottányit se a negyvennyolcból!” (1989) és „Vad tűzzel” (2000). Ennek ellenére Spira képes volt bizonyos tekintetben önrevízióra és folyamatosan finomította eseményekről vallott nézeteit. Így már az 1979-es összefoglalásban is egyértelműen a nemzetközi események összefüggéseibe ágyazta a hazai történéseket és összekapcsolta – részben Diószegi István munkásságát is figyelembe véve – a magyar mozgalom lehetőségeit és sorsát az európai forradalmi mozgalmak felemelkedésével és hanyatlásával.
1987-ben kezdeményezte a Tudományos Dolgozók Demokratikus Szakszervezetének megalakítását. A TDDSZ lett, az 1988-as Metró-klubban történt megalakulása után, a pártállam első legális ellenzéki szervezete.
A történetírás eszmei és politikai hátterének változásával Spira is sok tekintetben háttérbe szorult. 1998-ban az általa oly sokra értékelt forradalom százötvenedik évfordulójára készült el „A pestiek Petőfi és Haynau között” című kötete. A riportszerű előadásmódban, egyfajta dokumentumkrónikában bemutatott eseménysor ez alkalommal Pest, Buda és Óbuda társadalmi átalakulására, az egységes Budapest alapjainak lerakására koncentrált, de természetesen komoly tér jutott benne a fővárosban lezajló országos eseményeknek is. Az ezredfordulón a vajdasági Újvidéken látott napvilágot „Hrabovszky altábornagy tévelygései Péterváradtól Alamócig” című munkája, amely egyben utolsó önálló monográfiája is volt. A péterváradi, majd budai főhadparancsnokként ténykedő Hrabovszky János altábornagy 1848-49-es pályafutásán keresztül mutatta be a magyar-szerb-horvát viszony bonyolultságát, a Batthyány-kormány, az udvar és Josip Jelačić kapcsolatát, a katonai ellenforradalom kibontakozását, s az esküi és rokonszenvei között őrlődő cs. kir. tisztikar dilemmáit.
Utolsó tanulmánykötetében - visszakanyarodva munkásságának egyik központi szereplőjéhez - „Széchenyiről” értekezett. Az aktuálpolitikai vitákra utalva szóvá tette, hogy csak az járhat el a nevében, aki komolyan veszi intelmeit, és saját kora problémáira keresi a megfelelő választ. Mindennek során hajlandó volt saját korábbi nézeteinek is a revideálására, és kereste a reális történelmi képet, ugyanakkor alapelveihez mindvégig hűen ragaszkodott.
2007. december 3-án hunyt el Budapesten.

## Főbb művei
- Kossuth Lajos (Lukács Lajossal és Mérei Gyulával, 1952)
- Kossuth Lajos forradalmi szövetsége a radikális baloldallal és a népi tömegekkel (1952)
- Tanulmányok a parasztság történetéhez Magyarországon 1711–1790 (szerkesztő, 1952)
- Szlovák bányászok az 1848-49-i magyar szabadságharcban. Fáklya IV/ 12, 37-40.
- A magyar forradalom 1848-49-ben (1959)
- 1848 Széchenyije és Széchenyi 1848-a (1964)
- A negyvennyolcas nemzedék nyomában (tanulmányok, 1973)
- Negyvennyolc a kortársak szemével (Rózsa Györggyel, 1973)
- Petőfi napja (1975)
- Széchenyi a negyvennyolcas forradalomban (1979)
- A nemzetiségi kérdés a negyvennyolcas forradalom Magyarországán (1980)
- Négy magyar sors (1983)
- Jottányit se a negyvennyolcból! (1989)
- Kossuth és alkotmányterve (1989),
- Széchenyi István válogatott művei I-III. (szerkesztő, 1991),
- A pestiek Petőfi és Haynau között (1998),
- Vad tűzzel (tanulmányok, 2000
- Széchenyiről (tanulmányok, 2005),
- Egy grófi cím adományozásáról (ÉS, 2003/21.),
- Hol ülésezett Batthyány Lajos kormánya? (ÉS, 2003/3.),
- A pestiek az 1848-as forradalomban (interjú, ÉS, 2002/11., Rádai Eszter)
- Csempészkedő zsidók 1848 őszén (Új Múlt és Jövő folyóirat 1998/4.)
- Egy szakvélemény a pesti zsidókról 1849 augusztusából (Új Múlt és Jövő folyóirat 1999/2.)